# Fun House
Fun House è il secondo album del gruppo proto-punk statunitense The Stooges, pubblicato nel 1970 dalla Elektra Records.

## Il disco
Il disco fu registrato nel maggio del 1970, e pubblicato nel luglio dello stesso anno. Anche questo album, come il precedente The Stooges del 1969, non ebbe un buon riscontro di vendite, anche se ricevette comunque un buon impatto a livello underground. Il pezzo Down on the Street verrà pubblicato come singolo nello stesso mese di pubblicazione dell'album, e raggiungerà una posizione in classifica più alta dell'album stesso. Il pezzo verrà successivamente eseguito come cover dai Rage Against the Machine nell'album Renegades (2000).
L'album venne registrato in presa diretta in studio, con poche o minime sovraincisioni, circa nello stesso ordine in cui è strutturata la lista tracce finale. Il gruppo voleva come canzone di apertura dell'album il pezzo Loose, ma la Elektra decise per Down on the Street.
Il brano Dirt, accreditato a tutti gli Stooges, è in realtà musicalmente una composizione del solo bassista Dave Alexander, che morirà di polmonite pochi anni più tardi, nel 1975 a soli 27 anni. Loose è stato inciso agli Elektra Sound Recorders, Los Angeles, tra il 10 e il 24 maggio 1970.
Il sassofonista Steve Mackay suona solo nel secondo lato del disco, ma da quando inizia a suonare il suo contributo è continuo.
La popolarità dell'album aumentò quando Henry Rollins citò Fun House tra i suoi album preferiti in un'intervista a Spin.
Nel 1999 la Rhino Records pubblicò un box set in edizione limitata intitolato 1970: The Complete Fun House Sessions, che ospita in pratica tutte le registrazioni delle sessioni di Fun House, più la versione singolo di Down on the Street e di 1970. Nell'agosto del 2005, l'album venne ristampato dalla Elektra Records e dalla Rhino in versione deluxe 2 CD, comprendente sul primo CD l'intero album in versione rimasterizzata, e diversi outtake sul secondo disco.
Nel 2003 l'album è stato inserito nella lista dei 500 migliori album secondo Rolling Stone alla posizione 191.

## Tracce
Tutte le canzoni sono scritte dagli Stooges

### Versione originale
Lato A
1. Down on the Street - 3:43
2. Loose - 3:34
3. T.V. Eye - 4:17
4. Dirt - 7:03

Lato B
1. 1970 - 5:15 (conosciuta anche come I Feel Alright)
2. Fun House - 7:47
3. L.A. Blues - 4:57

### Versione 2 CD 2005
Disco 1
1. Down on the Street - 3:43
2. Loose - 3:34
3. T.V. Eye - 4:17
4. Dirt - 7:03
5. 1970 - 5:15
6. Fun House - 7:47
7. L.A. Blues - 4:57

Disco 2
1. T.V. Eye [takes 7 & 8] - 6:01
2. Loose (demo) - 1:16
3. Loose [take 2] - 3:42
4. Loose [take 27] - 3:42
5. Lost in the Future [take 1] - 5:50
6. Down on the Street [take 1] - 2:22
7. Down on the Street [take 8] - 4:10
8. Dirt [take 4] - 7:09
9. Slide (Slidin' the Blues) [take 1] - 4:38
10. 1970 [take 3] - 7:29
11. Fun House [take 2] - 9:30
12. Fun House [take 3] - 11:29
13. Down on the Street (single mix) - 2:43
14. 1970 (single mix) - 3:21

## Formazione

### Gruppo
- Iggy Pop - voce
- Ron Asheton - chitarra
- Dave Alexander - basso
- Scott Asheton - batteria
- Steve Mackay - sassofono

### Altri musicisti
- Don Gallucci - organo